# Ziegelofen Gänserndorf
Der Ziegelofen von Gänserndorf war eine Ziegelei, die im Jahr 1970 stillgelegt wurde. Aus Aufzeichnungen ist zu entnehmen, dass es in Gänserndorf mindestens drei Ziegelöfen (mit Feldbrandofen und Feldofen) gegeben hat.

## Geschichte
Der erste bekannte Ziegelofen (Feldbrandofen) von Gänserndorf befand sich nördlich des Halterbergs und wurde um 1854 in Betrieb genommen. Die Ziegelofengasse, welche sich nördlich des Halterbergs befindet, erinnert noch daran. Es wurden Kotziegel (mindere Qualität) hergestellt. Noch heute sind die Abbauflächen des Lehms am Nordhang des Halterbergs zu erkennen.
Der zweite Ziegelofen (Feldofen), errichtet um 1862, befand sich nördlich des heutigen Altenheimes, er wurde auch als Gemeindeziegelofen bezeichnet. Dieser Ziegelofen (Feldofen) befand sich „nächst dem Kirchenacker am Weikendorfer Weg“ mit den alten Grundstücksnummern 1550/2 280, 282 und 283. Heute ist von diesem Feldofen nichts mehr zu sehen. Die Gemeinde Gänserndorf (Untergänserndorf) dürfte Besitzer des Grundstückes gewesen sein.
Die Pächter waren:
- 1879 Ehart
- 1899 erlosch das Gewerbe von Georg Ehart[1]
- 1900 Franz Eckelhart[2]
- 1906 Pauline Eckelhart
- 1908 Franz Eckelhart
- 1912 Franz Eckelhart

Laut Gemeindebeschluss von 6. April 1902 wurde die Ziegelproduktion wegen Lehmmangels eingestellt, endgültig geschlossen wurde der Ofen um 1906–1912.

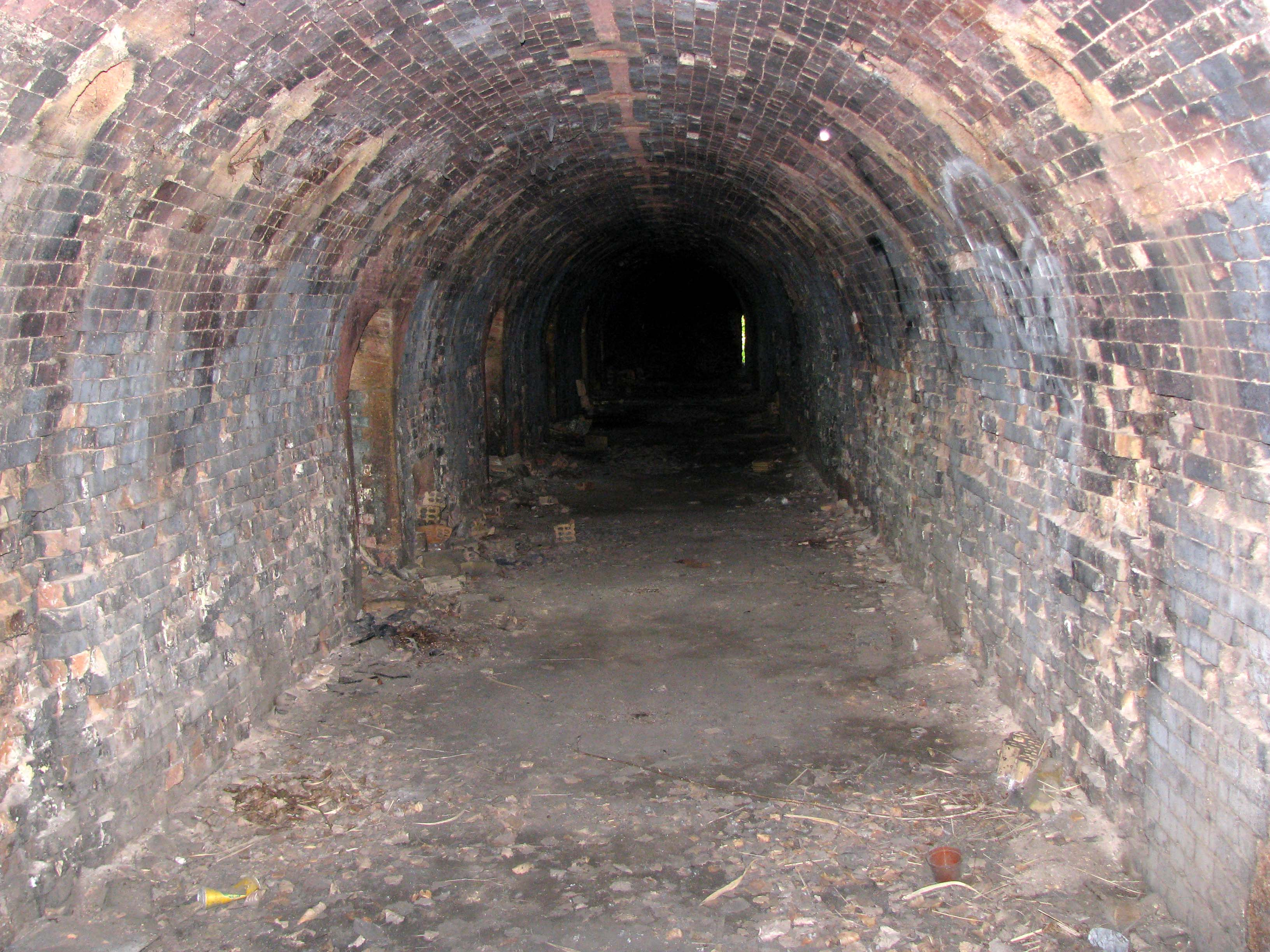
Ziegelofen Gänserndorf Brennkammer

Der dritte Ziegelofen (System Hoffmann) steht in Schönkirchen an der Grenze zu Gänserndorf. Die Abbaufläche des benötigten Lehms lag in Gänserndorf. Der Ziegelofen wurde ab 1950 als „Ziegelwerk Gänserndorf“ bezeichnet. Er befindet sich westlich von Gänserndorf an der Schönkirchner Straße 299. Die Produktion wurde 1970 eingestellt. Von diesem Ziegelofen ist noch die Brennkammer erhalten.

## Geschichte des Ziegelofens
Im Jahre 1904 errichtete Lorenz Sommer den Ziegelofen. Bis ca. 1949 wechselten die Besitzer und auch die Bezeichnungen für den Ofen mehrmals. Daher gibt es für den 1950 als „Ziegelwerk Gänserndorf“ genannten Ofen auch widersprüchliche Angaben in den unterschiedlichen Quellen.
- 1904 Lorenz Sommer erhält die Bewilligung zur Errichtung eines Ziegelofens im „Schönkirchnerfeld“
- 1905/1906 Errichtung des Ziegelofens System Hoffmann
- 1910 wird die Produktionsanlage erweitert
- Der Sohn Lorenz von Lorenz Sommer verunglückt am 9. Juli 1924 bei der Zustellung von Ziegeln nach Weikendorf (Bahndurchlass)
- 1930 verkauft Lorenz Sommer den Betrieb an einen Herrn Berger aus Floridsdorf
- Ziegelmeister war bis 1930 Karl Pistula
- Es wird aber auch im Jahr 1927 eine Ernestine Berger genannt, die als Besitzerin des Ziegelofens aufscheint
- 1934 droht gemäß Versteigerungsedikt (BG Matzen Nr. 27 vom 30. September 1934) die Versteigerung des Betriebes, die aber wahrscheinlich abgewendet werden konnte
- 1939 war Josef Pinner der Besitzer, ihm folgte 1949 Jakob Sitter
- 1950 geht der Betrieb an die „Ernst Petter & Co, OHG“ über, ab 1953 folgten die „A. Korall & CO O.H.G“ (zusammen mit Stillfried)

Von 1961 bis 1966 war der Besitzer die „Ernst Petter & Co OHG“, ab 1966 die „Ziegelwerk Gänserndorf, Dkfm. Laurenz Göppert & Co OHG“ bis 1970 der Betrieb stillgelegt wurde und am 30. September 1989 wurden schließlich die Schlot gesprengt.
Weitere Ziegelöfen
In Aufzeichnungen werden noch ein vierter und fünfter Ziegelofen erwähnt. Über diese gibt es Namen von deren Besitzer, aber keinen genauen Hinweis, wo sie sich befunden haben könnten. Es dürfte sich aber um Feldbrandöfen vor 1854 gehandelt haben.

## Lage der einzelnen Öfen
- Feldbrandofen
- Feldofen
- Ringofen

- Karte mit allen Koordinaten:
- OSM |
- WikiMap